# Cogullada (Carcagente)
Cogullada es una pedanía de la Ribera del municipio de Carcagente desde 1589. Antiguamente era una alquería islámica de Alcira . Se despobló por las inundaciones del río Júcar . Por esta causa sus habitantes fueron a vivir a Carcagente. 

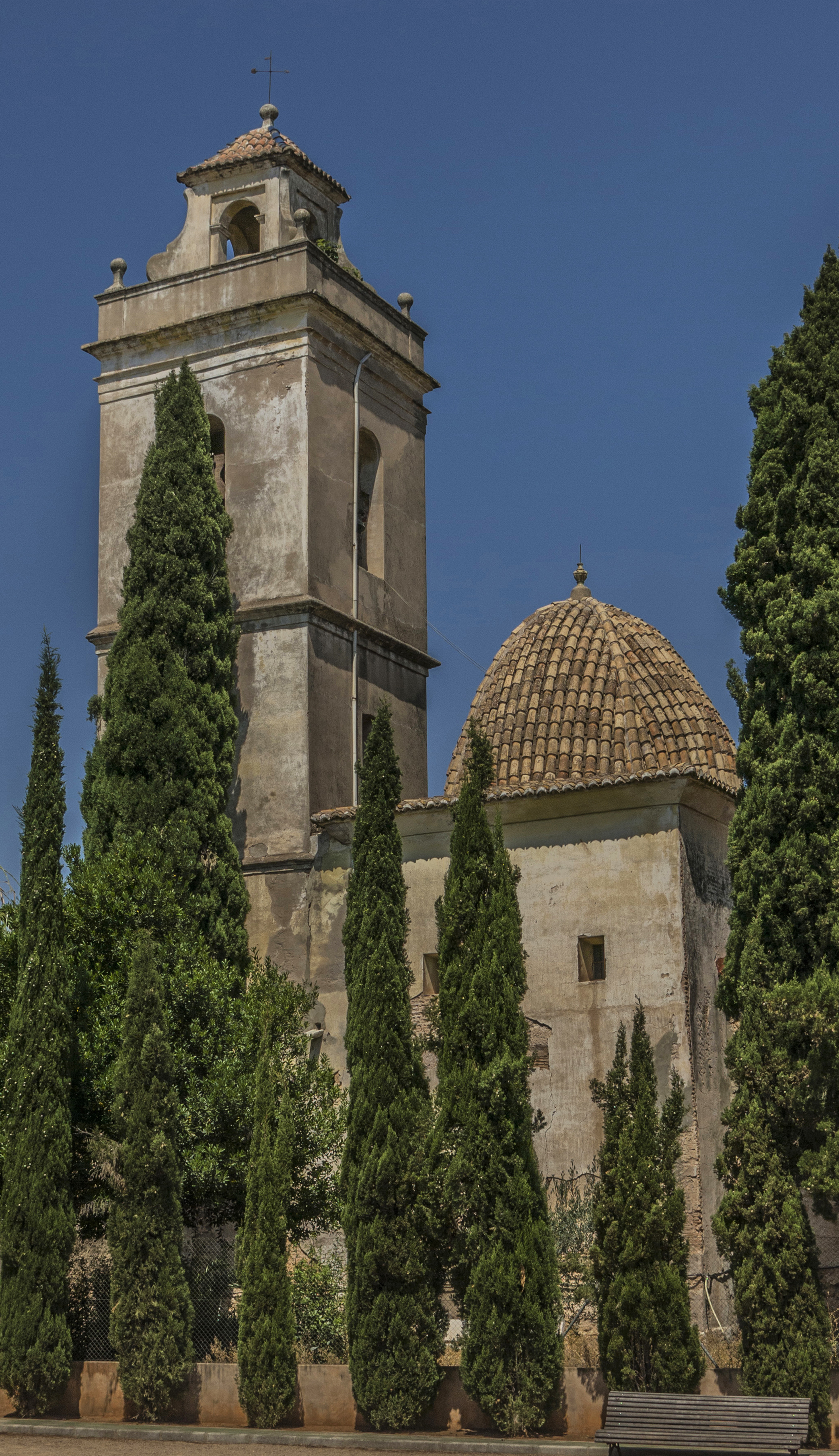
Iglesia de San Bartolomé

## Datos de población
En 2022 había 208 habitantes. 